# Tiarosporella madreeya
Tiarosporella madreeya är en svampart som först beskrevs av Subram. & K. Ramakr., och fick sitt nu gällande namn av Nag Raj 1974. Tiarosporella madreeya ingår i släktet Tiarosporella, ordningen disksvampar, klassen Leotiomycetes, divisionen sporsäcksvampar och riket svampar.   Inga underarter finns listade i Catalogue of Life.